# Ptáci (opera)
Ptáci (v německém originále Die Vögel) je romantická opera a klíčové operní dílo německého skladatele Waltera Braunfelse. Libreto představuje adaptaci stejnojmenné Aristofanovy starořecké komedie. 

## Pozadí vzniku opery
Braunfels začal operu skládat v roce 1913, tedy těsně před vypuknutím první světové války. Práci na opeře přitom musel přerušit poté, co v roce 1915 narukoval do armády. Děj opery odráží politickou situaci v letech 1913–1919. Válka na jevišti, coby přímý důsledek Ratefreundových nároků na moc, tak do jisté míry odráží dění v zákopech v té době. 

## Stručný děj opery
Hlavními postavami děje této opery jsou dva přátelé, Hoffegut a Ratefreund, kteří se vydávají do říše ptáků hledat nová dobrodružství. Zatímco Hoffegut se nechá svést zpěvem slavíka, Ratefreund, hnán lidskou chamtivostí, přemluví dudka, krále ptáků, aby postavil nové velkolepé město na obloze. To je motivováno snahou zabránit bohům dostat kouř z lidských obětních darů a tak je vyhladovět, aby se museli podřídit ptákům. Ptačí snaha o získání moci však nedopadne podle plánu, který bohy velmi rozzuří. Bohové vyhlásí ptákům válku.

## Inscenace
Během deseti let byla opera opakovaně uvědena několika soubory v německy mluvících zemích. (např. v Osnabrücku v roce 2014, v rakouském Erlu v roce 2019 či v Mnichově v letech 2020/21, Kolín n. Rýnem 2021/22). Naposledy však byla uvedena i ve Francii (Mylhúzy, Štrasburk).